# Penguin Highway
Penguin Highway (ペンギン・ハイウェイ?, Pengin Haiwei) è un film d'animazione del 2018 diretto da Hiroyasu Ishida.
Il soggetto è tratto dall'omonimo romanzo per ragazzi scritto da Tomihiko Morimi, vincitore nel 2010 del Gran Premio SF giapponese.

## Trama
In una città giapponese appare improvvisamente dal nulla una moltitudine di pinguini. Aoyama, un bambino di nove anni estremamente precoce, serio e intelligente, decide di investigare sullo strano fenomeno per dargli una spiegazione e scopre che tutti gli animali seguono un determinato percorso che ribattezza "Penguin Highway" ("autostrada dei pinguini"). Un giorno, durante le sue indagini, Aoyama si imbatte nel bullo Suzuki che lo lega a un distributore di bibite dal quale il bambino è liberato da una giovane donna che lavora come assistente dentista e di cui è infatuato, che lui chiama "sorellona". La ragazza si offre poi di estrargli un dente e per farlo lo lega con dello spago a una lattina di cola che calcia via, trasformandola in un pinguino a mezz'aria.
A scuola Uchida, compagno e miglior amico di Aoyama, gli mostra un pinguino che sta accudendo sul tetto. I due bambini provano a portarlo fuori città in un acquario, ma l'animale sembra stare male e si trasforma in una lattina di cola. In seguito Aoyama va in un bar per esercitarsi negli scacchi con la sorellona, e lei gli menziona i suoi problemi nel dormire da quando ha letto un libro sulla creatura conosciuta come Jabberwock. A un certo punto la corrente va via e i pezzi degli scacchi si trasformano in pipistrelli, apparentemente dopo alcune particolari frasi dette dalla sorellona. Ayoma deduce quindi che la donna riesce a trasformare gli oggetti in pinguini lanciandoli alla luce del sole e in pipistrelli con l'oscurità.
Il giorno successivo Hamamoto, una compagna molto intelligente di Aoyama e Uchida, li conduce in una fitta foresta dove si trova una sfera d'acqua galleggiante, che lei chiama "Mare". Aoyama, Uchida e Hamamoto decidono di studiarla assieme senza farne parola con nessun altro; Uchida lancia un'astronave giocattolo nella sfera e questa risucchia il giocattolo. Un giorno, Suzuki li segue per molestare Uchida e Aoyama e vede la sfera, quindi Hamamoto gli intima di non farne parola con nessuno.
Dopo qualche tempo, nelle vicinanze della cittadina viene avvistata una creatura sconosciuta. Aoyama e Uchida la rintracciano e scoprono che si nutre dei pinguini. La sorellona chiede ad Aoyama di andare con lei sulla costa dove è cresciuta e partono insieme in treno. Tuttavia, mentre lasciano la stazione, la donna si sente male e Aoyama vede il suo sudore cadere a terra, fluidificando il cemento nella creatura avvistata nei boschi: un Jaberwock. Dopodiché, lui e la sorellona non si vedono per un po'.
Dopo la scuola, Hamamoto e Uchida vanno nella foresta per andare dalla sfera ma la trovano sigillata dai nastri della polizia. Entrando nonostante gli avvertimenti, trovano il padre di Hamamoto che ha dato inizio a una serie di studi sul fenomeno dopo che Suzuki ha rivelato la posizione della sfera. Quando la sfera cresce di dimensioni, si scatena un'enorme tempesta e il giorno successivo viene rivelato che la sfera si è espansa pericolosamente, fagocitando il padre di Hamamoto e la sua squadra. Aoyama scappa quindi da scuola per incontrarsi con la sorellona.
Il bambino capisce che la sfera è la fonte di energia sia per i pinguini sia per la sorellona, ma i pinguini stanno cercando di distruggerla. La sfera spiazza lo spazio e distorce il tempo perché in realtà è un buco, un luogo dove il mondo è lacerato. I pinguini stanno tentando di distruggerla nel tentativo di riparare il mondo, ma il creare troppi animali fa star male la sorellona. In risposta, la sfera ha prodotto la creatura, conosciuta come Jaberwock, affinché attacchi i pinguini, il che permette l'espansione della sfera.
Aoyama e la sorellona si dirigono verso la foresta, generando un gran numero di pinguini. Entrano nella sfera e finiscono in un futuro apocalittico, dove salvano il padre di Hamamoto e gli altri ricercatori. I pinguini volano poi in alto e fanno scoppiare la sfera, facendo scorrere l'acqua nel mondo reale.
Aoyama e la sorellona tornano al bar per parlare, mentre i pinguini scompaiono lentamente. Quando l'ultimo animale scompare, la sorellona abbraccia Aoyama e lascia il caffè per poi scomparire. Il bambino decide di non piangere, ritenendo che in futuro la rivedrà e potrà dirle che l'ama. Tempo dopo, Aoyama vede un gatto che gioca fuori dal bar nel punto in cui è scomparsa la sorellona. Si avvicina e trova l'astronave giocattolo che la sfera aveva fagocitato.

## Distribuzione
Distribuito in Giappone il 17 agosto 2018, il film è stato proiettato in Italia dalla Nexo Digital il 20 e il 21 novembre 2018, in occasione della settima stagione del Nexo Anime.
Il romanzo di Tomihiko Morimi è stato pubblicato in Italia da Kappalab nel mese di novembre 2018.
La sigla italiana del film si intitola Il mistero dei pinguini (V. Niccolai - M. Cucchi) ed è eseguita dai The Misfits, vincitori del premio "Red Phoenix" a Lucca Comics & Games 2018.

## Accoglienza
Il film ha ricevuto un'ottima accoglienza critica sia in Giappone sia in Italia, con un punteggio di 7.5 corrispondente a "Very Good" su ANN. In particolare, il pubblico giapponese ha apprezzato il tenero rapporto simile a quello madre-figlio fra la sorellona e Aoyama, lodato anche dalla fumettista Moto Hagio, mentre quello italiano si è maggiormente concentrato sulla resa molto innovativa dei temi soprannaturali e fantascientifici del film.